# Idionyx intricatus
Idionyx intricatus – gatunek ważki z rodziny Synthemistidae. Znany tylko z okazów typowych odłowionych w okolicach miasta Czerapuńdżi w stanie Meghalaya w północno-wschodnich Indiach.